# بن دمری
بن دمری (انگلیسی: Ben Demery؛ زادهٔ ۱۹ سپتامبر ۱۹۸۶) ورزشکار اهل استرالیا است.
وی در مسابقات کشوری و بین‌المللی در مجموع برندهٔ ۲ مدال نقره شده‌است.